# 9a Divisió (Exèrcit Popular de la República)
La 9a Divisió va ser una de les divisions de l'Exèrcit Popular de la República que es van organitzar durant la Guerra Civil espanyola sobre la base de les Brigades Mixtes. Va estar desplegada en el front de Madrid durant tota la contesa.

## Historial
La unitat va ser creada el 31 de desembre de 1936, a partir dels efectius de l'antiga columna «Burillo». Inicialment adscrita al Grup de forces del Tajo-Jarama, posteriorment quedaria adscrita al III Cos de l'Exèrcit del Centre. La 9a Divisió va tenir la seva caserna general a Aranjuez. En la primavera de 1937 la unitat, que estava sota el comandament del comandant d'infanteria Antonio Rúbert de la Iglesia, tenia uns efectius 7.187 homes i comptava amb quinze peces d'artilleria. Durant la resta de la contesa la divisió va romandre en el sector al sud de Madrid, sense intervenir en operacions militars de rellevància.

## Comandaments
Comandants
- tinent coronel d'infanteria Ricardo Burillo Stholle;[2]
- tinent coronel d'infanteria Juan Arce Mayora;[3]
- comandant d'infanteria Antonio Rúbert de la Iglesia;[4]
- comandant de la Guàrdia civil Manuel Uribarri Barutell;[3]
- major de milícies Vicente Pertegaz Martínez;[5][6]

Comissari
- Quintiliano González Gonzalo, del PSOE;[7]

Caps d'Estat Major
- comandant d'E.M. Francisco Domínguez Otero;[3]
- capità d'infanteria José Martín Sánchez;
- tinent de milícies Luis Vallejo Sánchez;

## Ordre de batalla
| Data               | Cos d'Exèrcit adscrit          | Brigades Mixtes integrades | Front de batalla |
| ------------------ | ------------------------------ | -------------------------- | ---------------- |
| Desembre de 1936   | Grup de forces del Tajo-Jarama | 45a, 46a i 47a             | Madrid-Tajo      |
| Abril-Maig de 1937 | III Cos d'Exèrcit              | 18a i 45a                  | Madrid-Tajo      |
| Desembre de 1937   | III Cos d'Exèrcit              | 24a i 45a                  | Madrid-Tajo      |
| Abril de 1938      | III Cos d'Exèrcit              | 45a i 77a                  | Madrid-Tajo      |